# Julian Schröter
Julian Schröter (* 1986) ist ein deutscher Literaturwissenschaftler.

## Leben
Von 2006 bis 2011 studierte er Germanistik und Philosophie an der Universität Würzburg (Magister Artium). Nach der Promotion 2017 an der Universität Würzburg ist er seit 2023 Universitätsprofessor für Digitale Literaturwissenschaften an der Universität München.
Seine Forschungsinteressen sind Novellen- und Mediengeschichte des 19. Jahrhunderts,  Methodologie und Erkenntnistheorie der Computational Literary Studies (insb. machine learning und large language models), Literaturtheorie (insb. Interpretationstheorien) und Gattungstheorie und Modellierung von Gattungs- und Literaturgeschichte (insb. perspectival modeling).

## Schriften (Auswahl)
- Figur – Personalität – Verhaltenstheorien. Zu einer Theorie fiktiver Tiere in Erzählungen der Romantik. Saarbrücken 2013
- Theorie der literarischen Selbstdarstellung. Begriff – Hermeneutik – Analyse. Münster 2018.